# Mikihiko Renjō

Mikihiko Renjō (連城 三紀彦 Renjō Mikihiko?, nombre real: Jingo Katō) (11 de enero de 1948 – 19 de octubre de 2013) fue un escritor japonés, ganador de la Premio Naoki.

## Vida
Nació en Nagoya, y se graduó en el Departamento de Economía Política de la Universidad de Waseda.
Él estudió escritura de guiones en París, Francia, e hizo su debut en 1978 con Henchō nininbaori.
En 2009 se le diagnosticó un cáncer de estómago. Él murió, después de que el cáncer también se extendió al hígado, el 19 de octubre de 2013.

## Obras (selección)
- Ajisai zensen (1989)
- Ningen dōbutsuen (2002)
- Zōka no mitsu (2008)

Muchas de sus obras han sido llevadas al cine.

## Premios
- 1978 - Premio Gen'eijō Shinjin para Henchō nininbaori
- 1981 - Premio Escritores de Misterio de Japón para Modorigawa shinjū
- 1984 - Premio Yoshikawa Eiji Bungaku Shinjin para Yoimachigusa yojō
- 1984 - Premio Naoki para Koibumi
- 1996 - Premio Shibata Renzaburō para Kakuregiku